# Општина Филипештиј де Падуре (Прахова)
Филипештиј де Падуре (рум. Filipeştii de Pădure) општина је у Румунији у округу Прахова.
Oпштина се налази на надморској висини од 290 m.